# Lake Lindsey
Lake Lindsey é uma Região censo-designada localizada no estado americano de Flórida, no Condado de Hernando.

## Demografia
Segundo o censo americano de 2000, a sua população era de 49 habitantes.

## Geografia
De acordo com o United States Census Bureau tem uma área de
0,1 km², dos quais 0,1 km² cobertos por terra e 0,0 km² cobertos por água.

## Localidades na vizinhança
O diagrama seguinte representa as localidades num raio de 16 km ao redor de Lake Lindsey.